# Kenneth Lipper
Kenneth „Ken“ Lipper (* 19. Juni 1941) ist ein US-amerikanischer Investmentbanker, Politiker und eine in den USA prominente Figur im Bereich der Kunst- und Finanzwelt sowie der Politik. Unter Bürgermeister Ed Koch war er Vizebürgermeister von New York. Bei der Oscarverleihung 1999 gewann er in seiner Funktion als Filmproduzent einen Oscar für den besten abendfüllenden Spielfilm Die letzten Tage. Lipper ist außerdem Autor der Romane Wall Street und City Hall, für dessen Verfilmung er das Drehbuch schrieb. Er war außerdem Produzent der Spielfilme Wall Street, City Hall und The Winter Guest. 

## Leben
Lipper, der als Sohn eines Schuhverkäufers aus der Bronx geboren wurde, erwarb seinen Bachelor an der Columbia University, seinen J.D. an der Harvard Law School, seinen LL.M. an der New York University und studierte weiterführende Rechts- und Wirtschaftswissenschaften an der Universität von Paris. Danach war er Kompagnon in einer Kanzlei in der Wall Street und anschließend von 1969 bis 1975 Mitarbeiter und Partner der Investmentbank Lehman Brothers sowie von 1976 bis 1982 Geschäftsführer und Partner der Investmentbank Salomon Brothers, bevor er 1983 zum stellvertretenden Bürgermeister von New York aufstieg, wo er zuständig war für Haushalt, Steuern und die wirtschaftliche Entwicklung.
Ende der 1980er-Jahre gründete Lipper die Wertpapierfirma Lipper & Company, die schnell an Größe gewann und im Jahr 1992 den 13. Rang der größten Investmentbank und Vermögensgesellschaft einnahm. Lipper ist außerdem Vorsitzender des Vorstands der Lippmann Enterprises LLC, eines Kosmetikunternehmens. Als Gastprofessor an der Columbia School of International Affairs im Sektor internationale Wirtschaft lehrte er viele Jahre und gehörte auch dem Schulbeirat an. 
Nachdem Lipper mit seinem Unternehmen in Schwierigkeiten geraten war und man von Wertpapierbetrug (Überzeichnung von zwei Hedgefonds) sprach, liquidierte Lipper die Firma und ein fast zehnjähriger Rechtsstreit mit Investoren, die behaupteten, Lipper habe von dem Betrug gewusst, folgte. Im November 2011 sprach ihn ein Richter von jeglichem Fehlverhalten frei und billigte ihm eine Entschädigungssumme von etwa 14 Millionen $ zu. Zuvor hatte Lipper jedoch Millionen in Geldstrafen und die Beilegung von Rechtsstreitigkeiten investieren müssen. Im Jahr 2013 bestätigte der New Yorker Gouverneur Andrew Cuomo Lipper als Mitglied des Board of Commissioners, der Hafenbehörde von New York und New Jersey.
Des Weiteren ist Lipper Mitbegründer und Herausgeber einer Biografie-Serie des Verlags Lipper Viking Penguin, der 24 Bücher in mehreren Sprachen und Ländern veröffentlicht hat.
Erfolgreich war Lipper auch mit seinem Roman Wall Street, den er Oliver Stones gleichnamigem preisgekröntem Film anpasste. Er wohnte den Dreharbeiten als technischer Berater bei und hatte einen Cameo-Auftritt. Seine Erfahrungen, die er während seiner Tätigkeit als Politiker sammelte, waren ihm Inspiration für den 1996 entstandenen Film City Hall mit Al Pacino, für den er das Drehbuch schrieb und als Produzent agierte und das Drehbuch in den Roman City Hall umschrieb. 1996 diskutierte er bei Charlie Rose über seinen Roman und den Film City Hall. 
Im Namen seiner Mutter, Sally Lipper, vergab Lipper Stipendien in Harvard, Columbia, Princeton und an das israelische Weizmann-Institut. 1994 vergab Lipper außerdem 3.200.000 $ Begabtenförderung nach Harvard, um einen Lehrstuhl für Holocaust-Studien einzurichten. Da Harvard die gestellten Bedingungen nicht erfüllen wollte, übertrag Lipper das Geld der Harvard Medical School.
Lipper, der von 1966 bis 2000 mit Evelyn Gruss, Kinderärztin und Tochter eines Öl- und Gasmagnaten, verheiratet war, ist geschieden und Vater von vier Kindern. Er lebt in einem Stadthaus in Greenwich Village, das von dem Architekten Didi Pei, dem Sohn von IM Pei, gebaut wurde.

## Filmografie (Auswahl)
- 1987: Wall Street (als technischer Berater und Cameo-Auftritt)
- 1996: City Hall (als Drehbuchautor und Produzent)
- 1997: The Winter Guest (als Produzent)
- 1998: Die letzten Tage (The Last Days, als Produzent)

## Auszeichnungen
Bei der Oscarverleihung 1999 erhielt Kenneth Lipper zusammen mit James Moll einen Oscar in der Kategorie „Bester Dokumentarfilm (Langform)“ für den Film Die letzten Tage, der sich mit dem Thema Holocaust und der Judenverfolgung im Dritten Reich befasst.